# Leptogaster tarsalis
Leptogaster tarsalis là một loài ruồi trong họ Asilidae. Leptogaster tarsalis được Walker miêu tả năm 1861. Loài này phân bố ở miền Australasia và miền Ấn Độ - Mã Lai.